# Laško (cerveza)
La cervecera Laško (en esloveno Pivovarna Laško) es la mayor fabricante de Eslovenia. Toma su nombre de la localidad de Laško, donde se asienta. Es la mayor productora de cerveza de Eslovenia, y la marca Laško se reparte junto con la Union, propiedad también actualmente del grupo Laško, la mayor parte del mercado de la cerveza esloveno, siendo además exportada a países cercanos como Croacia y en zonas fronterizas de Italia. 

## Historia
Fue fundada en 1825 por Franz Geyer, un panadero de Laško. Durante el siglo XIX pasó por manos de varios propietarios. Fue primero comprada en 1838 por Heinrich August Ulrich, dueño de unos baños termales en Rimske Toplice, donde la servía. En 1867 la compró Anton Larisch, que construyó una nueva fábrica en la orilla opuesta del río. En 1889 fue comprada por Simon Kulec, que introdujo algunas novedades, como nuevas cervezas hechas con las aguas termales de la ciudad. Unos años más tarde, la Union compró todas las acciones de la cervecería Laško y consiguió cerrar la fábrica en 1924. Pero los ciudadanos de Laško, no contentos con esto, consiguieron reabrir la fábrica tras muchos avatares en 1938. Durante la II Guerra Mundial, la fábrica fue destruida por una bomba que erró su objetivo, pero en 1946 volvió a abrir tras ser reparada.
Desde entonces no ha parado de crecer hasta convertirse en la mayor fábrica de Eslovenia. Tras la independencia de Yugoslavia, hubo un descenso de las ventas, pero este se superó a finales de los 90.

## Otras marcas
Actualmente, el grupo Laško posee otras compañías dedicadas a producir bebidas, como Union (que produce también cerveza), Vital Mestinje (que fabrica zumos y otras bebidas sin alcohol) y Radenska (fabricante de agua mineral). La cervecera Laško, comercializa a su vez otras marcas:
- Laško: Zlatorog, Club, Light, Dark, Eliksir, Trim, Malt, Jubilejnik
- Bandidos: Ice, Tequila, Cuba Libre in Sun
- Export Pils
- iC Cider
- Oda (agua)